# Olimpiada szachowa 1939
Olimpiada szachowa 1939 rozegrana została w Buenos Aires w dniach 21 sierpnia – 19 września 1939 roku.
Turniej był wydarzeniem wyjątkowym, ponieważ podczas jego trwania wybuchła II wojna światowa. Było to powodem napiętej atmosfery pomiędzy uczestnikami, wszak na sali turniejowej znajdowali się reprezentacji walczących ze sobą państw osi oraz koalicji antyhitlerowskiej. Do finału A nie przystąpiła drużyna Anglii, której zawodnicy po eliminacjach powrócili na Wyspy Brytyjskie. Z powodu zaistniałej sytuacji politycznej rozważano nawet odwołanie turnieju olimpijskiego, ostatecznie jednak zawody rozegrano, z wyjątkiem spotkań pomiędzy Niemcami z Polską oraz Francją, drużyną Protektoratu Czech i Moraw z Polską oraz Francją, jak również meczów Palestyny z Niemcami oraz Argentyną. Po zakończeniu olimpiady wielu zawodników nie powróciło do Europy, m.in. reprezentanci Polski Mieczysław Najdorf, Paulin Frydman i Franciszek Sulik, a także cała reprezentacja Niemiec (Erich Eliskases, Paul Michel, Ludwig Engels, Albert Becker, Heinrich Reinhardt).
Podczas olimpiady rozegrano również 7. turniej o mistrzostwo świata kobiet, w którym uczestniczyło 20 zawodniczek. Tytuł ponownie obroniła Vera Menchik-Stevenson, drugie miejsce zajęła Sonja Graf, a trzecie Berna Carrasco.

## 8. olimpiada szachowa mężczyzn
Wyniki końcowe finału A (27 drużyn, eliminacje w czterech grupach + dwa finały, system kołowy).
| Miejsce           | Kraj                      | Punkty |
| ----------------- | ------------------------- | ------ |
| Finał A (14 rund) |                           |        |
| 1                 | III Rzesza                | 36     |
| 2                 | Polska                    | 35½    |
| 3                 | Estonia                   | 33½    |
| 4                 | Szwecja                   | 33     |
| 5                 | Argentyna                 | 32½    |
| 6                 | Protektorat Czech i Moraw | 32     |
| 7                 | Łotwa                     | 31     |
| 8                 | Holandia                  | 30½    |
| 9                 | Palestyna                 | 26     |
| 10                | Francja                   | 24½    |
| 11                | Kuba                      | 22½    |
| 12                | Chile                     | 22     |
| 13                | Litwa                     | 22     |
| 14                | Brazylia                  | 21     |
| 15                | Dania                     | 17½    |
| 16                | Anglia                    | –      |

| Miejsce | Medaliści                                                                                    |
| ------- | -------------------------------------------------------------------------------------------- |
| 1       | Erich Eliskases, Paul Michel, Ludwig Engels, Albert Becker, Heinrich Reinhardt               |
| 2       | Ksawery Tartakower, Mieczysław Najdorf, Paulin Frydman, Teodor Regedziński, Franciszek Sulik |
| 3       | Paul Keres, Ilmar Raud, Paul Schmidt, Gunnar Friedemann, Johannes Türn                       |